# Анджей Зборовський
Анджей Зборовський гербу Ястшембець (нар. бл. 1530-х — пом. 1598) — військовий і державний діяч Королівства Польського та Речі Посполитої; мечник коронний і краківський (1569—1574), маршалок надвірний коронний (1574—1588), каштелян сяноцький (?1580 чи 1583—1588 чи 1590), бецький (1590—1598); староста радомський (1574—1588).

## Життєпис
Народився Анджей орієнтовно в 1530-х роках у сім'ї, на той час, королівського придворного, кальвініста Маціна Зборовського та Анни Конарської з Ґури гербу Абданк. Мав шістьох братів і шістьох сестер. Єдиний із родини пізніше перейшов у католицтво.
За деякими даними, Зборовський здобув освіту в Неаполі, пізніше перебував у Відні при дворі імператора Максиміліана I. Протягом 1557—1562 років навчався в університетах Франкфурта-на-Одері, Віттенберґа, Майнца та Відня.
1567 року як ротмістр брав участь у військових діях проти Московського царства, зокрема знаходився у таборі коронних військ під Радошковицями.
Вперше був обраний послом від Сандомирського воєводства на Люблінський сейм 1569 року, під час якого підписав акт Люблінської унії. Тоді ж, очевидно, був призначений мечником краківським і коронним, адже до кінця XVI століття ці посади були поєднані.
1570 року розгорівся конфлікт між Анджеєм Зборовським і київським воєводою Костянтином Василем Острозьким. Зборовський підтримав Станіслава Тарновського у суперечці з Острозьким за спадок гетьмана Яна Амора Тарновського, зокрема — за Тарновський маєток. 17 квітня Анджей на чолі військового загону близько 1000 чоловік узяв у облогу та врешті-решт здобув Тарновський замок, а також здійснив наїзди на інші маєтності. Наступного року Острозький отримав від короля Сигізмунда II Августа підтвердження дідичного володіння Тарновським графством, а Станіслав Тарновський наказ назавжди мовчати про цю справу та виплатити величезну компенсацію.
Після смерті Сигізмунда II Августа 1572 року, розпочалася боротьба між партіями прихильників різних кандидатів на польський престол. Анджей Зборовський разом із своїми численними родичами підтримали кандидатуру французького королевича Генріха Валуа. Зборовський був послом на конвокаційний сейм 1573 року, під час якого підписав акт Варшавської конфедерації. Під час елекційного сейму цього ж року він став виборцем Генріха Валуа. На початку лютого 1574 року Зборовський у Познані вітав новообраного монарха від імені малополян. Під час урочистих церемоній поховання короля Сигізмунда II Августа 10 лютого 1574 року та коронації Генріха 21 лютого цього ж року Анджей Зборовський як мечник коронний ніс одну з королівських інсиґній — меч. Новий король призначив наприкінці квітня Анджея Зборовського маршалком надвірним коронним, а в червні надав йому староство радомське.
1575 року під час виборів короля голосував за кандидатуру імператора Максиміліана II Габсбурга. Проте вже 1576 року підтримав Стефана Баторія, зокрема взяв участь у з'їзді під Єнджеювом, на якому 1 лютого був підтверджений вибір останнього королем Польщі. Згодом Зборовський супроводжував королеву Анну Ягеллонку з Варшави до Кракова на коронацію та весілля. Під час цих заходів за відсутності коронного маршалка виконував його функції.
Під час Лівонської війни своїм коштом виставив чималі військові загони для участі у військовому поході короля проти Московського царства. Зокрема, брав участь разом із братом, гетьманом надвірним коронним Яном Зборовським, як офіцер у облозі Полоцька 1579 року.
Імовірно, у 1580-х роках обіймав посаду каштеляна сяноцького, можливо, це було протягом 1583—1588 років — у період між перебуванням на цьому уряді Яна Фредро та Яна Дрогойовського.
У цей час розпочалася ворожнеча між Зборовськими та Яном Замойським. Останній 1578 року отримав посаду великого канцлера, на яку претендував Анджей Зборовський. Це налаштувало братів Зборовських проти короля та Замойського. У квітні 1584 року під час нелегального приїзду до Польщі був заарештований Самуель (Самійло) Зборовський за наказом вороже налаштованого до нього Яна Замойського. За звинуваченням у підготовці змови проти короля він був страчений 26 травня у Кракові за старим вироком 1574 року про баніцію. Брати Зборовські намагалися довести неправомірність страти брата. Вони розпочали «війну» проти Яна Замойського, яка закінчилися тим, що Кшиштофу була оголошена баніція — він повинен був покинути межі країни, а проти Анджея були висунуті 3 звинувачення, після яких він змушений був також покинути межі країни. За часів Сигізмунда III Вази баніція з Кшиштофа була знята.
Анджей Зборовський згодом мав конфлікт з каштеляном сандомирським Станіславом Тарновським через Стопницьке староство. Його раніше посідали батько Зборовського Марцін, каштелян краківський, а потім його син Пйотр, воєвода краківський, і Ян Зборовський, зять Анджея, після якого останній мав усе успадкувати. Проте король Стефан після смерті бездітного Яна 1586 року надав згоду на викуп цього староства Тарновському. Під час безкоролів'я 1587 року Анджей Зборовський зі своїм озброєним загоном увірвався до Стопниці й захопив Тарновського, його дружину та дітей, які прямували до Ґданська. Лише після заступництва їхнього родича Станіслава Шафранця Тарновський повернув собі свободу..
Після смерті короля Стефана Баторія наприкінці 1586 року знову розпочалося змагання за королівський трон між прихильниками ерцгерцога Максиміліана (табір Зборовських) та прихильниками Сигізмунда Вази (табір Яна Замойського). 1587 року під час виборів короля Анджей Зборовський підписав елекцію Максиміліана III Габсбурга. У серпні обидва претенденти були проголошені своїми прихильниками королями Польщі.

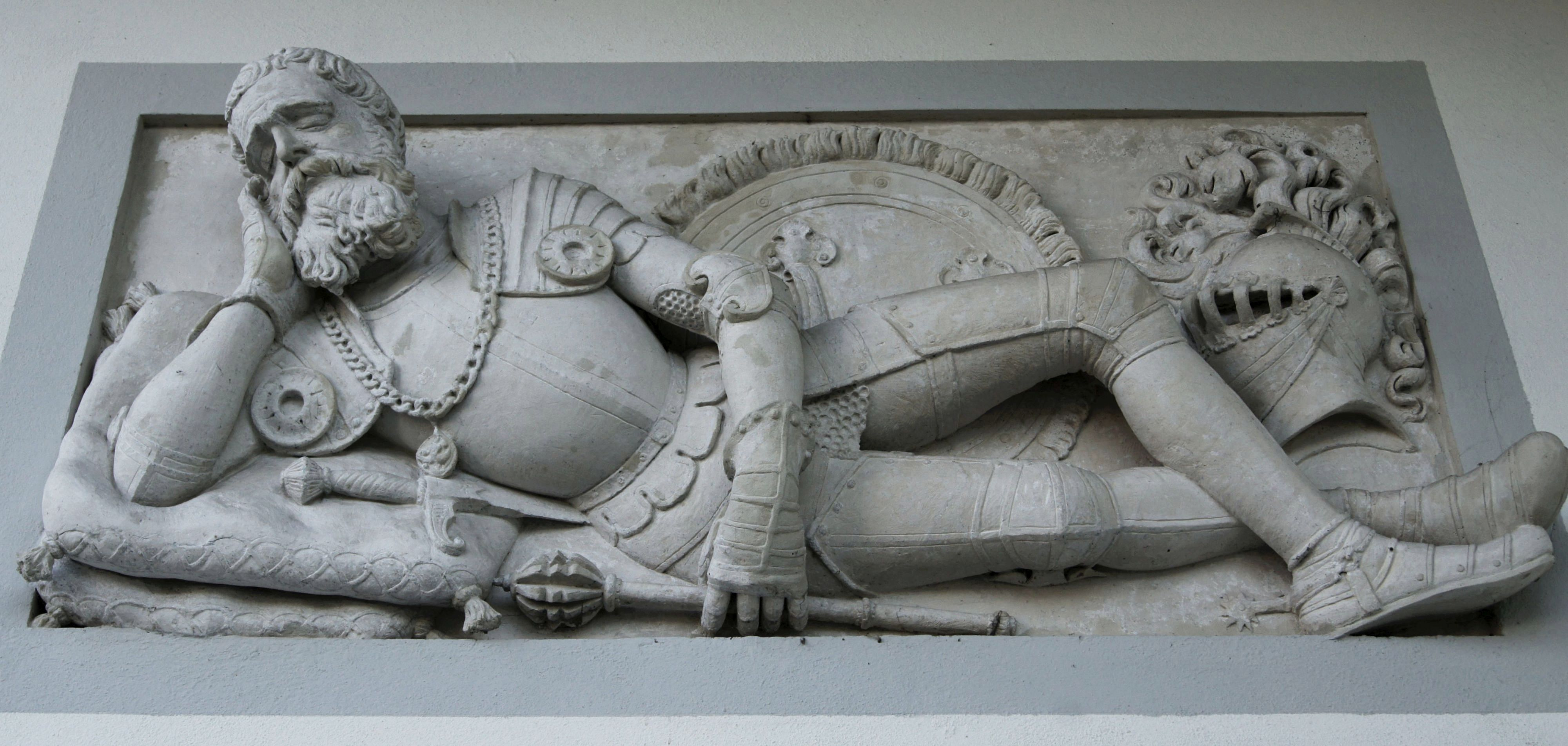
Надгробний пам'ятник Анджея Зборовського в костелі святого Миколая в Сольці-Здруй

1588 року Анджей очолив збройний похід Максиміліана як претендента на польський престол. Під час битви під Бичиною 24 січня вони обидва потрапили в полон до великого гетьмана Яна Замойського, який утримував бранців у своїй фортеці Замості. Врешті-решт, Замойський відпустив Зборовського на волю, проте добився на коронаційному сеймі позбавлення останнього від усіх його урядів.
Анджей Зборовський певний час опинився поза межами політичного життя. Проте, Сигізмунд III 1590 року призначив його каштеляном бецьким.
Помер Анджей Зборовський перед 2 травня 1598 року. Був похований, імовірно, у костелі святого Миколая в селі Солець-Здруй, де зберігся його надгробний пам'ятник, який помилково вважався присвяченим його братові Самуелю.

## Маєтності
Анджей Зборовський був дідичем зборовського ключа в Вішьлицькому повіті. До його складу входило родове гніздо — село Зборув із замком та села Солець, Янув (частина Сольця-Здруй), Жукув, Пясек-Малий, Ґадава, Сулковиці, Влосновиці, Кікув, Любуш, Любуська Воля чи Бжозувка, Баджиховиці, Босовиці та Шьренява чи Вулька (частина Срочкува). Незадовго до 1598 року Зборовський продав ці маєтки сандомирському каштеляну Станіславу Тарновському.
У травні 1597 року Анджей Зборовський здійснив розподіл маєтностей свого тестя Спитка Вавжинця Йордана. Дружина Анджея Барбара отримала половину заклічинського ключа з половиною замку Мельштин.

## Сім'я
Анджей Зборовський одружився у квітні 1574 року з донькою каштеляна краківського Спитка Вавжинця Йордана Барбарою (пом. 1605), вдовою по князеві Петрові Збаразькому. Подружжя мало 7 дітей:
- Марціна Дерслава (пом. 1613) — графа на Мельштині, королівського придворного;
- Спитка Пйотра (1582—1608) — ченця-домініканина, потім кармеліта; облишив духовний сан і завершив життя як світська людина;
- Маріанну (пом. 1594) — першу дружину Кшиштофа Тучинського де Веделя[pl];
- Гелена — дружина Єжи Стефана Нємсти[pl];
- (Е)Леонору — першу дружину Марека Антонія Стадніцького[pl];
- Катажину Кристину — дружину Станіслава Стефана Шьвєнтопелка Болестрашицького гербу Лис, потім Войцеха Ґроховського гербу Юноша. Овдовівши вдруге, вона стала черницею-бернардинкою;
- Анджея[pl] (бл. 1583—1630) — каштеляна освенцімського, старосту ушьційського[38].

## В культурі
Анджей Зборовський є одним із можливих адресатів віршованого листа Яна Кохановського «Маршалок». Твір спрямований до надвірного маршалка, не названого по імені. У 1570-х роках цю посаду крім Зборовського також обіймали Станіслав Бажий і Анджей Опалінський.